# 世界脊椎デー
世界脊椎デー（せかいせきついデー、World Spine Day）は、10月16日に毎年実施されている、脊椎の健康・疾患の理解と予防を国際的に呼びかけることを目的とした国際デーである。この国際デーは、世界保健機関（WHO）により2000年に立ち上げられた運動器の10年（BJD）の運動器活動週間の一環として世界中に広まっているキャンペーン。

## 歴史
世界脊椎デーは、2012年に筋骨格系ヘルスグローバルアライアンス（Global Alliance for Musculoskeletal Health）の前身である運動器の10年（BJD）により制定され、世界カイロプラクティック連合(WFC)が中心となり世界的な学術団体から支援をされている。2012年以来、国内でのこの行事は世界カイロプラクティック連合の日本代表団体である日本カイロプラクターズ協会により行われている。世界脊椎デーにあわせて開発された、背筋を伸ばそう（Straighten Up）とまずは歩こう（Just Start Walking）プログラムは脊椎疾患を予防するための教育プログラムである。
筋骨格系ヘルスグローバルアライアンスの運動器活動週間は、10月12日 世界関節炎デー、10月16日 世界脊椎デー、10月17日 世界外傷デー、10月19日 世界小児運動器デー、10月20日 世界骨粗鬆症デーがある。

## 世界脊椎デーのテーマ
- 2014年: 背筋を伸ばして身体を動かそう(Straighten Up and Move)
- 2015年: 職場での姿勢に気をつけよう(Your Back at Work）
- 2016年: 背筋を伸ばして身体を動かそう(Straighten Up and Move)
- 2017年: 腰や背中を積極的に動かそう(Your Back in Action)
- 2018年: あなたの背骨を知ろう(Love Your Spine)
- 2019年: 背骨を動かそう(Get Spine Active)
- 2020年：健康な状態に戻ろう(Back On Track)
- 2021年：腰を見直そう(Back 2 Back)
- 2022年：どんな背骨も大切(Every Spine Counts)